# Luís, Duque da Bretanha
Luis de França, Duque da Bretanha (em francês: Louis de France; Palácio de Versalhes, 8 de janeiro de 1707 – Versalhes, 8 de março de 1712) foi o segundo filho de Maria Adelaide de Saboia e Luis, Duque de Borgonha, portanto, bisneto de Luís XIV de França.

## Biografia

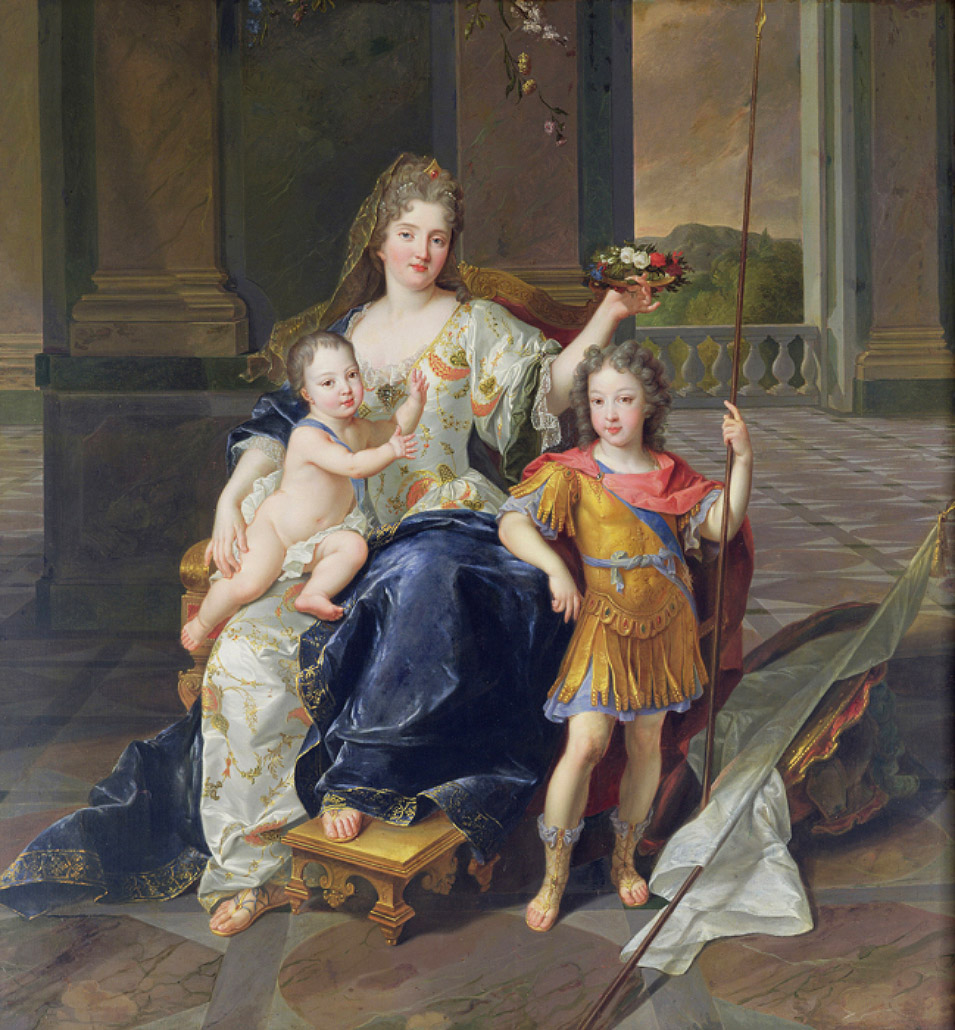
A Duquesa de La Ferté-Senneterre com Luís, Duque de Anjou em seu colo e Luís, Duque de Bretanha, por François de Troy.

Ao nascer, foi intitulado Duque da Bretanha, sucedendo a seu irmão que morreu na infância, e recebeu um brasão de armas esquartelado com símbolos da França e da Bretanha. Teve como governanta a Duquesa de Ventadour.
Em 18 de fevereiro de 1712, com a morte de seu pai, tornou-se herdeiro do trono da França. Três semanas depois, foi morto pelo sarampo, mesma doença que vitimou seus pais. Seu irmão Luís, Duque de Anjou, o sucedeu como Delfim da França e posteriormente tornou-se o rei Luís XV.